# Francisco Buitrago
Francisco Buitrago Castillo (1936-1963) fue un profesor universitario y revolucionario nicaragüense.
Francisco Buitrago fue junto, entre otros, Tomás Borge Martínez, Silvio Mayorga, Germán Pomares Ordoñez, Rigoberto Cruz (Pablo Úbeda), Jorge Navarro y Carlos Fonseca, fundador del Frente Sandinista de Liberación Nacional (FSLN).

## Biografía
Francisco Buitrago  nació el 12 de diciembre de 1936, aunque también aparece en ocasiones como 16 de diciembre, en la localidad de Terrabona en el departamento de Matagalpa en Nicaragua. Procedente de una familia humilde estudió medicina en la Universidad Nacional de Nicaragua de la que en julio de 1959 fue elegido vicepresidente del Centro Universitario de a Universidad Nacional Autónoma de Nicaragua en León (CUUN). 
Fue un estudio del pensamiento marxista-leninista y militante del mismo difundiéndolo entre otras personas adscritas al   movimiento revolucionario que se gestaba en la pucha contra la situación política del país dominado en aquel entonces por la familia Somoza bajo la directriz política impuesta por los Estados Unidos de América.  Por sus estudios de medicina fue apelado como El Doctorcito.
El 23 de julio de 1961 participó junto a otros compañeros entre los que estaban Carlos Fonseca, el Coronel EDSNN Santos López, Silvio Mayorga, Faustino Ruiz, Jorge Navarro, en la fundación del Frente Sandinista de Liberación Nacional (FSLN). En 1962 fue responsable de vanguardia en México e intenta entrar por el norte de Nicaragua par integrarse en la guerrilla. 
En los combates contra la Guardia Nacional de Raití y Bocay producidos en 1963 resulta muerto junto a los otros miembros del FSLN Modesto Duarte, Jorge Navarro, Mauricio Córdoba, Faustino Ruíz, Iván Sánchez.